# Hermann Usener
Hermann Karl Usener (Weilburg, 23 de octubre de 1834 – Bonn, 21 de octubre de 1905) fue un filólogo y mitógrafo alemán, especializado en religión griega antigua.

## Biografía
Usener se inscribió en 1853 en la Universidad de Heidelberg. Prosiguió sus estudios en la de Múnich y luego en la de Gotinga, y los terminó en la de Bonn. Su tesis de doctorado (1858) trató sobre los Analecta Theophrastea. En 1858, fue reclutado como profesor del liceo Joachimsthalschen Gymnasium de Berlín. Desde 1861, fue profesor supernumerario en la Universidad de Berna y en su Escuela Cantonal, antes de llegar a ser en 1863 profesor titular de la Universidad de Greifswald. Volvió en 1866 a la Universidad de Bonn, donde terminó su carrera. Allí tuvo entre otros discípulos al célebre Wilamowitz-Moellendorff.
Usener se especializó en religión griega antigua y fue un ardiente promotor de la historia comparada de las religiones. Es conocido sobre todo por haber sido el editor científico de Epicuro (Epicurea, Lipsiae, 1887) y de los textos retóricos de Dionisio de Halicarnaso (Dionysius Halicarnassensis. Opuscula, Lipsiae, 1899 sqq.).

## Obras
- Alexandri Aphrodisiensis problematorum lib. III. et IV. (Berlín, 1859),
- Scholia in Lucani bellum civile (Leipzig, 1869, Bd. 1),
- Anecdoton Holderi (Bonn, 1877),
- Legenden der Pelagia (Bonn, 1879),
- De Stephano Alexandrino (Bonn, 1880),
- Acta S. Marinae et S. Christophori (Bonn, 1886),
- Epicurea (Leipzig, 1887), und zahlreiche Beiträge zum Rheinischen Museum,
- Altgriechischer Versbau. Ein Versuch vergleichender Metrik (Bonn, 1887),
- Götternamen: Versuch einer Lehre von der Religiösen Begriffsbildung (Bonn, 1896),
- Religionsgeschichtliche Untersuchungen (Bonn, 1889),
- Die Sintfluthsagen untersucht (Bonn, 1899),
- Vorträge und Aufsätze (Leipzig-Berlin, 1907)
- Kleine Schriften (Leipzig, 1912-1914, 4 Bd).